# Миливоєвці
45°25′ пн. ш. 17°32′ сх. д. / 45.41° пн. ш. 17.54° сх. д.
Миливоєвці (хорв. Milivojevci) — населений пункт у Хорватії, у Пожезько-Славонській жупанії у складі громади Велика.

## Населення
Населення за даними перепису 2011 року становило 17 осіб.
Динаміка чисельності населення поселення:

## Клімат
Середня річна температура становить 10,79 °C, середня максимальна – 24,96 °C, а середня мінімальна – -6,01 °C. Середня річна кількість опадів – 863 мм.
| Клімат поселення                              | Клімат поселення | Клімат поселення | Клімат поселення | Клімат поселення | Клімат поселення | Клімат поселення | Клімат поселення | Клімат поселення | Клімат поселення | Клімат поселення | Клімат поселення | Клімат поселення | Клімат поселення |
| Показник                                      | Січ.             | Лют.             | Бер.             | Квіт.            | Трав.            | Черв.            | Лип.             | Серп.            | Вер.             | Жовт.            | Лист.            | Груд.            |                  |
| Середній максимум, °C                         | 6,57             | 8,45             | 12,92            | 16,86            | 21,82            | 24,96            | 24,46            | 24,02            | 20,09            | 15,06            | 9,46             | 5,38             |                  |
| Середня температура, °C                       | 0,28             | 2,17             | 6,64             | 10,58            | 15,54            | 18,68            | 20,63            | 20,22            | 16,28            | 11,27            | 5,64             | 1,60             |                  |
| Середній мінімум, °C                          | −6,01            | −4,11            | 0,36             | 4,30             | 9,26             | 12,40            | 16,82            | 16,39            | 12,46            | 7,44             | 1,83             | −2,25            |                  |
| Норма опадів, мм                              | 53               | 50               | 56               | 70               | 82               | 101              | 80               | 81               | 67               | 75               | 82               | 66               |                  |
| Середньомісячна швидкість вітру, м/с          | 1.96             | 2.22             | 2.50             | 2.42             | 2.20             | 2.00             | 1.96             | 1.80             | 1.82             | 1.89             | 1.98             | 2.02             |                  |
| Середньомісячна сонячна радіація, кДж/м²·день | 4343             | 7098             | 10911            | 15231            | 19193            | 21434            | 22208            | 19857            | 14840            | 9197             | 4948             | 3644             |                  |
| --------------------------------------------- | ---------------- | ---------------- | ---------------- | ---------------- | ---------------- | ---------------- | ---------------- | ---------------- | ---------------- | ---------------- | ---------------- | ---------------- | ---------------- |
| Джерело:                                      |                  |                  |                  |                  |                  |                  |                  |                  |                  |                  |                  |                  |                  |